# Soul Survivor (canción de C.C. Catch)
«Soul Survivor» es el segundo sencillo del tercer álbum de C.C. Catch publicado en noviembre de 1987. La canción fue compuesta, arreglada y producida por el alemán Dieter Bohlen. El tema se incluyó en el álbum Like a Hurricane publicado en 1987.

## Sencillos
7" sencillo Hansa 109 419, 1987
1. «Soul Survivor»	  	3:23
2. «Midnight Gambler»	  	3:33

12" Maxisencillo Hansa 609 419, 1987
1. «Soul Survivor» (Long Version Survivor Mix)		5:11
2. «Midnight Gambler»	  	5:13
3. «Soul Survivor» (Radio Versión)	  	3:15

## Posicionamiento
| Listas (1987) | Máxima posición |
| ------------- | --------------- |
| Alemania      | 17              |
| España        | 1               |
| Grecia        | 20              |
| Yugoslavia    | 3               |

## Créditos
- Letra y música - Dieter Bohlen
- Arreglos - Dieter Bohlen
- Producción - Dieter Bohlen
- Coproducción - Luis Rodríguez
- Dirección de arte - Manfred Vormstein
- Diseño - BMG Ariola München GmbH/Studios, J. Schlögl
- Fotografía - Herbert W. Hesselmann
- Distribución - RCA/Ariola

## Soul Survivor '98
En 1998 se publica un sencillo con una versión rap de la canción "Soul Survivor" (Krayzee interpreta el rap). La canción forma parte del álbum de 1998 "Best of '98" de C.C. Catch, donde además se incluye una nueva versión vocal de "Soul Survivor" interpretada por la misma C.C. Catch.

### Formatos
CD sencillo Promo Hansa 74321 63235 2, 1998
1. «Soul Survivor '98»

CD sencillo BMG 74321 633232, 1998
1. «Soul Survivor '98» (Rap Versión) 	3:09
2. «Megamix '98» (Long Version) 	8:00

### Créditos
- Voz - C.C. Catch
- Rap - Krayzee
- Letra y música - Dieter Bohlen
- Arreglos - Dieter Bohlen
- Producción - Dieter Bohlen
- Coproducción - Luis Rodríguez
- Distribución - BMG